# Carl August Wilhelm Drieberg
Carl August Wilhelm Drieberg (født 6. maj 1750 i Braunschweig, død 28. december 1825 i Odense) var en dansk generalkrigskommissær.

## Officerskarriere
Han hørte til en mecklenburgsk æt. Hans fader var oberst i brunsvigsk tjeneste Adolph Friedrich Drieberg; moderen hed Charlotte Sophie f. von Bülow (født 30. august 1725) af linjen Wischendorff. Den unge Drieberg kom her til landet 1758 ved hjælp af sin morbroder, gehejmeråd og staldmester Hans Heinrich von Bülow, der fik ham anbragt som kgl. page, og han voksede således op sammen med den jævnaldrende kronprins Christian. I de natlige orgier og skandaløse gadeoptøjer, som denne, da han 1766 var blevet konge, foranstaltede, hørte Drieberg, der 1766 var udnævnt til sekondløjtnant i artilleriet, 1767 blev hofjunker og et par år senere kammerjunker, til de faste deltagere; men der gives ham det lov, at når det kneb, og vægterne pryglede løs på kongen, svigtede han ikke sin herre, men holdt tappert ud til det sidste, hvilket ikke altid kunde siges om de andre følgesvende. Ved hofrevolutionen 1772 stod Drieberg på de sammensvornes side. Driebergs hof- og hovedstadsliv var dog nu snart til ende. I begyndelsen af 1773 ved Heinrich Wilhelm von Huths nye artilleriplan avancerede han vel til ældst sekondløjtnant i artilleriet, men umiddelbart derpå, uvist af hvilken grund, blev han forsat til infanteriet og fik med kaptajns grad kompagni i 2. jyske nationale bataljon. Dette kompagni fik han samme år lov til at bytte med et i bornholmske infanteriregiment, og 1777 overgik han til det delmenhorstske (fra 1778 sjællandske, fra 1785 fynske) infanteriregiment, der havde garnison i Viborg. 1779 beordredes han med et detachement til Kolding til etablering af en grænsekordon mod kvægsyge og gjorde sig her bemærket og fortjent af regeringen, ikke mindre ved sine indsigtsfulde og virksomme foranstaltninger til smitsygens hemme – en virksomhed, der havde til følge, at et lignende hverv 1782 overdroges ham ved Ejderen – end ved at opdage og sætte en stopper for den ved den nørrejyske grænse stedfindende store toldsvig.

## Krigskommissær
1789 afgik Drieberg, hvem 1783 kammerherrenøglen var blevet tildelt, på grund af en svækkelse i benet fra tjeneste ved fynske regiment med majors karakter og med løfte om den første krigs- og landkommissærpost. Denne blev ham, med Fyn som distrikt, allerede overdraget ved begyndelsen af det næste år, i det der samtidig tillagdes ham generalkrigskommissærs karakter og rang som oberst, og 1794 oprettedes posten for ham som generalkrigskommissær for hele kongeriget. I denne stilling, hvor det til en begyndelse fornemmelig påhvilede ham at bringe de ved stavnsbåndets løsning forandrede udskrivningsforhold i det rette spor, virkede han med sjælden duelighed og nidkærhed, og han var en af kronprinsens væsentligste medarbejdere ved gennemførelsen 1802-03 af den nationale hærreform, der hvilede på sætningen, "at Fædrelandet alene skulde forsvares af dets egne Sønner", og de deraf følgende organisationslove. Hans mange indlæg i disse sager karakteriserer ham ikke alene som den kyndige, skarpt tænkende forretningsmand, men også som en selvstændig personlighed, der ikke skyede at fremsætte og hævde sine anskuelser, selv hvor han vidste, at de ikke vandt bifald på allerhøjeste steder. I sit private liv var han stedse de fattiges ven; han ønskede ved sin død en simpel begravelse, for at overskuddet fra en standsmæssig kunne gives til byens fattige, og ved åbningen af hans testamente viste det sig, at så godt som hele hans formue var skænket til milde stiftelser, særlig til Lahns Stiftelse for hjælpeløse børn.
Drieberg ægtede 27. oktober 1786 i Christiansborg Slotskirke sin slægtning Sophie Frederikke Christiane von Bülow (25. januar 1761 i Kolding – 23. eller 24. juli 1818 i Odense), hoffrøken hos arveprinsesse Sophie Frederikke, datter af gehejmeråd, amtmand Ludwig Wilhelm von Bülow. Ægteskabet var barnløst.
Ved sin efter ansøgning erholdte afsked i 1819 hædredes han med Storkorset af Dannebrog. 1809 var han blev Ridder og 1812 Kommandør af Dannebrog. Han døde i Odense 28. december 1825 og er begravet der.
Et portrætmaleri af Drieberg findes i Lahns Stiftelse.